# История социологии в России
Зарождение социологии в России началось в середине XIX века. Сложные и обостряющиеся социальные проблемы развития страны стимулировали разработку социологической теории, которая к концу XIX века достигла уровня, не уступавшего европейскому.
Большое влияние на развитие отечественной социологии оказали взгляды Огюста Конта, Эмиля Дюркгейма и Макса Вебера. Ряд представителей российской социологии: Ковалевский, Мечников, Михайловский, Сорокин внесли значительный вклад в развитие науки. Российская социологическая мысль представляла собой сочетание общего и национально особенного.

## Социология в дореволюционной России
В середине XIX века в российских общественных науках сформировалось два направления: славянофильство и западничество.
Славянофилы подчёркивали особенность русской духовной культуры, самобытность русского народа, противопоставляя российское общество Западу. Наиболее яркими их представителями были Иван Киреевский, братья Аксаковы. Они выступили против, как они полагали, разрушительных сил западной культуры, считая, что только путём соблюдения традиций, под руководством церкви, русское общество может достичь гармонического единства в желаниях, эмоциях и разуме. Славянофилы отвергали все западные философские и социологические теории.
В противоположность им, представители западничества считали российское общество частью западной цивилизации и выступали за более глубокую интеграцию российской культуры в мировую. Западники полагали, что наука, как часть духовной культуры, не имеет национальных границ и потому всячески способствовали распространению в российском обществе учений европейских философов, историков, социологов и экономистов.
Именно среди представителей западничества в России сформировались первые социологические школы.

### Зарождение социологии в России
Первоначально, российские социологи находились под сильным влиянием концепций их западных коллег, таких как Огюст Конт и Георг Зиммель. Впрочем, постепенно российская социология стала приобретать самобытные черты и к началу XX века заняла прочное положение как одна из динамично развивающихся социологических школ Европы.
Одним из первых заявил о себе как социолог, российский историк Николай Данилевский (1822—1885). Он считается создателем первой в истории социологии антиэволюционной модели общественного прогресса. Данилевский предложил естественную систему группировки исторических событий, учитывающую многообразие человеческой истории, исходя из определённых типов её развития. Каждый социальный организм рассматривался им как целостная система, как целостный признак. Согласно Данилевскому, «Человечество — отвлечённое понятие. Реальным выступают независимые системы как обособленные культурно-исторические типы».

### Географическая школа и Лев Мечников
Другим выдающимся социологом того времени был Лев Мечников (1838—1888). Мечников выступал как крупнейший представитель «географической» школы. В своей книге «Географическая теория развития современных обществ», он попытался объяснить неравномерность развития изменением значимости тех или иных географических условий, и прежде всего — водных ресурсов, в различные эпохи, под влиянием экономического и технического прогресса. В соответствии со своей теорией, Мечников выделил 3 этапа развития цивилизации:
1. речной — со времён рабовладельческого строя (цивилизация Древнего Египта, Древней Месопотамии, Древней Индии, Древнего Китая)
2. средиземноморский — начинающийся с греков и римлян
3. океанический — начинающийся с открытия Америки

Усматривая критерий общественного прогресса в нарастании общественной солидарности, Мечников считал неизбежным и закономерным переход от деспотии к свободе, от угнетения к братству всех людей и народов, основанному на добровольной кооперации.

## Субъективизм
Основным направлением развития российской социологии в конце XIX века стал субъективизм, который можно рассматривать как новое течение в европейской социологии. Российский субъективизм оказал значительное влияние на развитие мировой социологии и дал много нового методологии социологического исследования. Наиболее яркими представителями субъективизма были Пётр Лавров, Николай Михайловский, Сергей Южаков и Николай Кареев.
Петр Лавров (1823—1900) явился первым теоретиком российского субъективизма и ввел целый ряд новых понятий, используемых до сих пор.
Лавров утверждал, что в социологии и истории есть вечные, неизменные и абсолютные истины, также как в других науках. Они объективны, о них могут не знать в какую-то эпоху, но они находятся в другую. Социология содержит такие истины, которые не могут быть обнаружены до некоторого момента по причине субъективной неготовности общества понять и принять их.
Субъективизм Лаврова и всей российской школы определялся тем, что он совершенно иначе, чем представители западной социологии, смотрел на проблему взаимозависимости и взаимовлияния человека и общества. По мнению Лаврова, индивид является реальной движущей силой общества. Хотя ход истории и определен объективными законами, индивид по-своему интерпретируя исторический процесс ставит свои цели и средства, трансформируя объективно необходимое в акт собственной воли. Лавров отвечал, что личность всегда имеет право и обязанность изменить существующие формы, сообразно своим нравственным идеалам, имеет право и обязанность бороться за то, что она считает прогрессом.
Лавров был первым российским социологом, который дал определение предмету социологии. Согласно Лаврову, «Социология есть наука исследующая формы проявления, усиления и ослабления солидарности между сознательными органическими особями, и поэтому охватывает, с одной стороны — все животные общества, в которых особи выработали в себе достаточную степень индивидуального сознания, с другой — не только уже существующие формы человеческого общежития, но и те общественные идеалы, в которых человек надеется осуществить более солидарное и более справедливое общежитие, а также те практические задачи, которые неизбежно вытекают для личности и стремление осуществить свои общественные идеалы».
Николай Михайловский (1842—1904) — другой представитель субъективизма — утверждал, что коренная и ничем неизгладимая разница между отношением человека к человеку и человека к остальной природе, состоит прежде всего в том, что в первом случае мы имеем дело не просто с явлениями, а с явлениями, тяготеющими к определенной цели, тогда как во втором, цель эта не существует. Различие между ними до того важно и существенно, что само по себе намекает на необходимость применения различных методов к «двум великим областям человеческого ведения». Мы не можем общественные явления оценивать иначе, чем субъективно.
К концу XIX века, российская социология утвердилась в системе общественных наук России, однако официальной поддержки со стороны государства и министерства народного просвещения так и не получила. В отличие от Европы и Америки, ни в одном университете России, социология не была включена в перечень изучаемых дисциплин. Возникшие первые социологические объединения выступали в качестве общественных организаций, в основе которых лежали усилия и интересы отдельных энтузиастов. В целом, можно утверждать, что российская социология к началу XX века находилась на подъёме и обладала достаточно высоким потенциалом. К тому времени такие социологи, как Питирим Сорокин, уже заявили о себе как о крупных теоретиках и получили международную известность, однако революция 1917 года резко изменила общественный строй России и отношение государства к науке.

## Социология в СССР
В 1918 году по инициативе Александра Ловягина создан Социо-Библиологический институт, основными задачами которого стали учёт изданий по «строительству новой жизни в обновлённой России», выпуск изданий, популяризирующих социологию, сбор социологической литературы и проведение публичных профильных лекций. С 1919 по 1921 год ведущую роль в работе института играли Питирим Сорокин с соратниками, благодаря чему институт стал центром разработки методологии и преподавания социологии. В 1921 году институт был закрыт.
Возрождение социологии началось в 1956—1958 годах с участия советских учёных в международных конференциях по социологии и основания советской социологической ассоциации и приобрело заметный масштаб в 1960-е годы.